# Partido Demócrata de Alemania (1947)
El Partido Demócrata de Alemania (en alemán: Demokratische Partei Deutschlands, DPD) fue un partido político alemán, fundado en 1947 como un partido liberal precursor del Partido Democrático Libre (FDP). Anteriormente se le conocía como Partido Democrático de Alemania.

## Historia

### Primer partido
Poco después del final de la Segunda Guerra Mundial, muchas organizaciones y partidos liberales se fundaron. Estas organizaciones se basaban en la ideología de los antiguos Deutsche Demokratische Partei, Deutsche Volkspartei y Demokratische Volkspartei. Todos estos partidos liberales, que aparecieron inicialmente en el ámbito local y posteriormente nacional, en julio de 1946 tomaron la decisión de establecer un comité de coordinación en toda Alemania. El comité se reunió por primera vez en noviembre de 1946 en Coburgo para preparar la fundación de un partido liberal para toda Alemania.
Como consecuencia, el DPD fue fundado el 17 de marzo de 1947 en una conferencia en Rothenburg ob der Tauber (bajo el nombre de Partido Democrático de Alemania), a la que asistieron políticos liberales de las cuatro zonas de ocupación. Los líderes del partido fueron Theodor Heuss y Wilhelm Külz. Las sedes del partido se establecieron en Fráncfort del Meno y Berlín. Después de la muerte de Külz en abril de 1948, el DPD se disolvió, y posteriormente se estableció el Partido Democrático Libre (FDP), al cual se unieron la mayoría de los liberales, incluyendo a Heuss.

### Segundo partido
El 29 de octubre de 1995, el DPD fue refundado en Berlín como un partido "para los intereses de los extranjeros que viven en Alemania". El DPD participó en las Elecciones de Baden-Wurtemberg de 1996 (en las cuales obtuvo 440 votos, equivalentes al 0,0%) y en las elecciones federales de 1998, donde obtuvo 2432 votos (equivalentes al 0,005%).  Se disolvió en 2002.

### Tercer partido
El partido fue refundado el 20 de junio de 2009 en Darmstadt. El 28 de agosto de 2009, el DPD fue reconocido formalmente como un partido político.
El 2 de septiembre de 2011, el partido cambió su nombre de Partido Democrático de Alemania a Partido Demócrata con la adición de Alemania.
El Partido Demócrata basaba su ideología en el DPD de 1947 y era compatible con una ideología demócrata y liberal. Su posición en el espectro político alemán era de centro-izquierda. Se disolvió en 2015.